# Saint-Aubin-des-Bois (Normandia)
Saint-Aubin-des-Bois è un comune francese di 223 abitanti situato nel dipartimento del Calvados nella regione della Normandia.

## Storia

### Simboli
Lo scudetto con i due leopardi è l'emblema della Normandia.

## Società

### Evoluzione demografica
Abitanti censiti